# Nedo Nadi

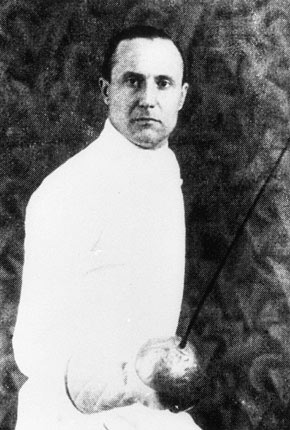
Nedo Nadi

Nedo Nadi (* 9. Juni 1894 in Livorno; † 29. Januar 1940 in Rom) war ein italienischer Säbel- und Florettfechter.
Bei den Olympischen Sommerspielen 1912 in Stockholm holte sich Nadi im Alter von 18 Jahren den Olympiasieg im Florettfechten und galt als Wunderkind des Fechtens. Bei den Olympischen Sommerspielen 1920 in Antwerpen errang er insgesamt fünf Goldmedaillen. Mit seinem Bruder Aldo Nadi, einem ebenfalls sehr erfolgreichen Fechter, stand er 1920 in allen drei siegreichen Mannschaften.
1921 wurde Nadi Fechtmeister und galt nun nicht mehr als Amateur, weshalb er nicht mehr bei Olympischen Spielen starten durfte. Bis 1926 war er in Buenos Aires als Fechtlehrer tätig; nach seiner Rückkehr nach Italien wurde er italienischer Profi-Meister in allen drei Waffengattungen. Von 1935 bis 1940 war er Präsident des italienischen Fechtverbandes. 1940 beging er Suizid.
Im Olympischen Dorf in München wurde eine Straße sowie der Nadisee nach Nedo Nadi benannt.